# Alberto Silvani

Bischofswappen

Alberto Silvani (* 6. September 1946 in Virgoletta (Ortsteil von Villafranca in Lunigiana), Provinz Massa-Carrara, Italien) ist ein italienischer Geistlicher und emeritierter römisch-katholischer Bischof von Volterra.

## Leben
Am 3. Oktober 1970 empfing Silvani das Sakrament der Priesterweihe. Danach ging er für weiterführende Studien nach Rom an die Päpstliche Universität Gregoriana. Alberto Silvani erwarb 1971 dort das Lizentiat in Katholischer Theologie.
Von 1972 bis 1992 war er in der Pfarrseelsorge in Gassano und Corlaga tätig. 1992 wurde Silvani zum Kaplan seiner Heiligkeit ernannt. Alberto Silvani war von 1996 bis 2005 Regens des Priesterseminars von Massa Carrara.
Am 8. Mai 2007 ernannte ihn Papst Benedikt XVI. zum Bischof von Volterra. Die Bischofsweihe spendete ihm der Bischof von Massa Carrara-Pontremoli, Eugenio Binini, am 29. Juni desselben Jahres; Mitkonsekratoren waren der Erzbischof von Pisa, Alessandro Plotti, und Silvanis Vorgänger im Amt, Mansueto Bianchi.
Papst Franziskus nahm am 12. Januar 2022 sein altersbedingtes Rücktrittsgesuch an.